# 2007 في روسيا
فيما يلي قوائم الأحداث التي وقعت خلال عام 2007 في روسيا.

## أحداث
- 2 ديسمبر – الانتخابات التشريعية الروسية

## سياسة

### تعيين في المنصب
- 1 يناير – ألكسندر كاريلين عضو مجلس الدوما.
- 15 فبراير – سيرجي إيفانوف First Deputy Prime Minister of Russia [الإنجليزية]‏.
- 15 فبراير – سيرغي ناريشكين First Deputy Prime Minister of Russia [الإنجليزية]‏.
- 1 ديسمبر – ايليا بونوماريف عضو مجلس الدوما.

### انتهاء فترة المنصب
- 1 يناير – ألكسندر كاريلين عضو مجلس الدوما.

## أفلام
من الأفلام التي صدرت هذه السنة في روسيا:
- 1 يناير – المغول من إخراج سيرجي بودروف.
- 7 سبتمبر – 12 من إخراج نيكيتا ميخالكوف.

## برامج ومسلسلات وأنمي
- 1 ضد 100

## وفيات

### مارس
- 2 مارس – هنري ترويا (مواليد 1911) كاتب فرنسي.[1]

### أبريل
- 23 أبريل – بوريس يلتسن (مواليد 1931) سياسي روسي.[2]

### يونيو
- 27 يونيو – رسلان أوديزيف (مواليد 1973)[3]

### سبتمبر
- 22 سبتمبر – أندريه مونين (مواليد 1921)

### ديسمبر
- 4 ديسمبر – زارا دولوخانوفا (مواليد 1918)[4]
- 10 ديسمبر – فاليري كورولنكوف (مواليد 1939) لاعب كرة قدم روسي.